# Wahlkreis Desenzano del Garda (Camera dei deputati)
Der Wahlkreis Desenzano del Garda war von 1993 bis 2005 und ist seit 2017 wieder ein Wahlkreis (italienisch collegio elettorale) für die Wahl der Abgeordnetenkammer.

## Von 1993 bis 2005

### Wahlkreisgebiet
Der Wahlkreis umfasste 23 Gemeinden (Calcinato, Carpenedolo, Desenzano del Garda, Gardone Riviera, Gargnano, Limone sul Garda, Lonato, Magasa, Manerba del Garda, Moniga del Garda, Montichiari, Padenghe sul Garda, Polpenazze del Garda, Pozzolengo, Puegnago sul Garda, Salò, San Felice del Benaco, Sirmione, Soiano del Lago, Tignale, Toscolano-Maderno, Tremosine und Valvestino).

### Wahlergebnisse

#### Parlamentswahl 1994

##### Direktstimmen
| Kandidaten               | Kandidaten               | Parteien                                 | Stimmen | %    |
| ------------------------ | ------------------------ | ---------------------------------------- | ------- | ---- |
|                          | Guido Baldo Baldigewählt | Polo delle Libertà (FI – LN – CCD – UdC) | 48.942  | 56,1 |
|                          | Guido Alberini           | Progressisti                             | 16.358  | 18,8 |
|                          | Maria Rosa Raimondi      | Patto per l’Italia                       | 15.723  | 18,0 |
|                          | Franco Baratti           | Alleanza Nazionale                       | 6.193   | 7,1  |
| Gesamt                   | Gesamt                   | Gesamt                                   | 87.216  | 100  |
|                          |                          |                                          |         |      |
| Ungültige Stimmen        | Ungültige Stimmen        | Ungültige Stimmen                        | 4.543   | 5,0  |
| Wähler                   | Wähler                   | Wähler                                   | 91.759  | 92,6 |
| Wahlberechtigte          | Wahlberechtigte          | Wahlberechtigte                          | 99.061  |      |
|                          |                          |                                          |         |      |
| Quelle: Innenministerium |                          |                                          |         |      |

##### Listenstimmen
| Parteien                             | Parteien             | Parteien                           | Stimmen | %    |
| ------------------------------------ | -------------------- | ---------------------------------- | ------- | ---- |
|                                      | Polo delle Libertà   | Lega Nord                          | 23.770  | 26,9 |
| Forza Italia                         | Polo delle Libertà   | 19.299                             | 21,9    |      |
| ↳ Gesamt                             | Polo delle Libertà   | 43.069                             | 48,8    |      |
|                                      | Progressisti         | Partito Democratico della Sinistra | 8.928   | 10,1 |
| Parttio della Rifondazione Comunista | Progressisti         | 3.618                              | 4,1     |      |
| Federazione dei Verdi                | Progressisti         | 2.111                              | 2,4     |      |
| Partito Socialista Italiano          | Progressisti         | 1.156                              | 1,3     |      |
| La Rete                              | Progressisti         | 878                                | 1,0     |      |
| ↳ Gesamt                             | Progressisti         | 16.691                             | 18,9    |      |
|                                      | Patto per l’Italia   | Partito Popolare Italiano          | 12.470  | 14,1 |
| Patto Segni                          | Patto per l’Italia   | 4.136                              | 4,7     |      |
| ↳ Gesamt                             | Patto per l’Italia   | 16.606                             | 18,8    |      |
|                                      | Alleanza Nazionale   | Alleanza Nazionale                 | 5.603   | 6,4  |
|                                      | Lista Marco Pannella | Lista Marco Pannella               | 3.168   | 3,6  |
|                                      | Lega Alpina Lumbarda | Lega Alpina Lumbarda               | 3.095   | 3,5  |
| Gesamt                               | Gesamt               | Gesamt                             | 88.232  | 100  |
|                                      |                      |                                    |         |      |
| Ungültige Stimmen                    | Ungültige Stimmen    | Ungültige Stimmen                  | 3.527   | 3,8  |
| Wähler                               | Wähler               | Wähler                             | 91.759  | 92,6 |
| Wahlberechtigte                      | Wahlberechtigte      | Wahlberechtigte                    | 99.061  |      |
|                                      |                      |                                    |         |      |
| Quelle: Innenministerium             |                      |                                    |         |      |

#### Parlamentswahl 1996

##### Direktstimmen
| Kandidaten               | Kandidaten            | Parteien            | Stimmen | %    |
| ------------------------ | --------------------- | ------------------- | ------- | ---- |
|                          | Adriano Paroligewählt | Polo per le Libertà | 29.766  | 34,3 |
|                          | Luciana Bocchio       | Lega Nord           | 29.625  | 34,2 |
|                          | Riccardo Marchioro    | L’Ulivo             | 27.329  | 31,5 |
| Gesamt                   | Gesamt                | Gesamt              | 86.720  | 100  |
|                          |                       |                     |         |      |
| Ungültige Stimmen        | Ungültige Stimmen     | Ungültige Stimmen   | 4.421   | 4,9  |
| Wähler                   | Wähler                | Wähler              | 91.141  | 90,1 |
| Wahlberechtigte          | Wahlberechtigte       | Wahlberechtigte     | 101.124 |      |
|                          |                       |                     |         |      |
| Quelle: Innenministerium |                       |                     |         |      |

##### Listenstimmen
| Parteien                                          | Parteien                             | Parteien                             | Stimmen | %    |
| ------------------------------------------------- | ------------------------------------ | ------------------------------------ | ------- | ---- |
|                                                   | Polo per le Libertà                  | Forza Italia                         | 16.801  | 19,3 |
| Alleanza Nazionale                                | Polo per le Libertà                  | 8.608                                | 9,9     |      |
| CCD – CDU                                         | Polo per le Libertà                  | 5.100                                | 5,9     |      |
| ↳ Gesamt                                          | Polo per le Libertà                  | 30.509                               | 35,1    |      |
|                                                   | Lega Nord                            | Lega Nord                            | 28.654  | 33,0 |
|                                                   | L’Ulivo                              | Partito Democratico della Sinistra   | 10.061  | 11,6 |
| Popolari per Prodi (PPI – SVP – PRI – UD – Prodi) | L’Ulivo                              | 5.581                                | 6,4     |      |
| Rinnovamento Italiano                             | L’Ulivo                              | 3.599                                | 4,1     |      |
| Federazione dei Verdi                             | L’Ulivo                              | 1.889                                | 2,2     |      |
| ↳ Gesamt                                          | L’Ulivo                              | 21.130                               | 24,3    |      |
|                                                   | Partito della Rifondazione Comunista | Partito della Rifondazione Comunista | 4.355   | 5,0  |
|                                                   | Lista Pannella – Sgarbi              | Lista Pannella – Sgarbi              | 1.743   | 2,0  |
|                                                   | Fiamma Tricolore                     | Fiamma Tricolore                     | 515     | 0,6  |
| Gesamt                                            | Gesamt                               | Gesamt                               | 86.906  | 100  |
|                                                   |                                      |                                      |         |      |
| Ungültige Stimmen                                 | Ungültige Stimmen                    | Ungültige Stimmen                    | 4.125   | 4,5  |
| Wähler                                            | Wähler                               | Wähler                               | 91.031  | 90,0 |
| Wahlberechtigte                                   | Wahlberechtigte                      | Wahlberechtigte                      | 101.124 |      |
|                                                   |                                      |                                      |         |      |
| Quelle: Innenministerium                          |                                      |                                      |         |      |

#### Parlamentswahl 2001

##### Direktstimmen
| Kandidaten               | Kandidaten            | Parteien           | Stimmen | %    |
| ------------------------ | --------------------- | ------------------ | ------- | ---- |
|                          | Adriano Paroligewählt | Casa delle Libertà | 49.461  | 56,2 |
|                          | Francesco Bortolotto  | L’Ulivo            | 31.310  | 35,6 |
|                          | Marco Tisi            | Lista Di Pietro    | 4.814   | 5,5  |
|                          | Fabio Rocca           | Democrazia Europea | 2.396   | 2,7  |
| Gesamt                   | Gesamt                | Gesamt             | 87.981  | 100  |
|                          |                       |                    |         |      |
| Ungültige Stimmen        | Ungültige Stimmen     | Ungültige Stimmen  | 5.270   | 5,7  |
| Wähler                   | Wähler                | Wähler             | 93.251  | 87,4 |
| Wahlberechtigte          | Wahlberechtigte       | Wahlberechtigte    | 106.700 |      |
|                          |                       |                    |         |      |
| Quelle: Innenministerium |                       |                    |         |      |

##### Listenstimmen
| Parteien                       | Parteien                             | Parteien                               | Stimmen | %    |
| ------------------------------ | ------------------------------------ | -------------------------------------- | ------- | ---- |
|                                | Casa delle Libertà                   | Forza Italia                           | 27.804  | 32,2 |
| Lega Nord                      | Casa delle Libertà                   | 10.907                                 | 12,6    |      |
| Alleanza Nazionale             | Casa delle Libertà                   | 9.250                                  | 10,7    |      |
| CCD – CDU                      | Casa delle Libertà                   | 2.289                                  | 2,6     |      |
| Nuovo PSI                      | Casa delle Libertà                   | 638                                    | 0,7     |      |
| ↳ Gesamt                       | Casa delle Libertà                   | 50.888                                 | 58,9    |      |
|                                | L’Ulivo                              | La Margherita (Dem – PPI – RI – Udeur) | 12.966  | 15,0 |
| Democratici di Sinistra        | L’Ulivo                              | 7.648                                  | 8,8     |      |
| Il Girasole (FdV – SDI)        | L’Ulivo                              | 1.594                                  | 1,8     |      |
| Partito dei Comunisti Italiani | L’Ulivo                              | 1.214                                  | 1,4     |      |
| ↳ Gesamt                       | L’Ulivo                              | 23.422                                 | 27,1    |      |
|                                | Lista Di Pietro                      | Lista Di Pietro                        | 3.454   | 4,0  |
|                                | Partito della Rifondazione Comunista | Partito della Rifondazione Comunista   | 3.146   | 3,6  |
|                                | Lista Emma Bonino                    | Lista Emma Bonino                      | 2.286   | 2,6  |
|                                | Democrazia Europea                   | Democrazia Europea                     | 1.275   | 1,5  |
|                                | Partito Pensionati                   | Partito Pensionati                     | 1.031   | 1,2  |
|                                | Fiamma Tricolore                     | Fiamma Tricolore                       | 725     | 0,8  |
|                                | Basta! – I Liberaldemocratici        | Basta! – I Liberaldemocratici          | 158     | 0,2  |
|                                | Abolizione Scorporo                  | Abolizione Scorporo                    | 36      | 0,0  |
| Gesamt                         | Gesamt                               | Gesamt                                 | 86.421  | 100  |
|                                |                                      |                                        |         |      |
| Ungültige Stimmen              | Ungültige Stimmen                    | Ungültige Stimmen                      | 6.826   | 7,3  |
| Wähler                         | Wähler                               | Wähler                                 | 93.247  | 87,4 |
| Wahlberechtigte                | Wahlberechtigte                      | Wahlberechtigte                        | 106.700 |      |
|                                |                                      |                                        |         |      |
| Quelle: Innenministerium       |                                      |                                        |         |      |

## Von 2017 bis 2020

### Wahlkreisgebiet
Der Wahlkreis umfasste 33 Gemeinden der Provinz Brescia (Acquafredda, Bedizzole, Botticino, Calcinato, Calvagese della Riviera, Calvisano, Carpenedolo, Desenzano del Garda, Gavardo, Ghedi, Gottolengo, Isorella, Lonato del Garda, Manerba del Garda, Mazzano, Moniga del Garda, Montichiari, Muscoline, Nuvolento, Nuvolera, Padenghe sul Garda, Paitone, Polpenazze del Garda, Pozzolengo, Prevalle, Puegnago sul Garda, Rezzato, Salò, San Felice del Benaco, Serle, Sirmione, Soiano del Lago und Visano).

### Wahlergebnisse

#### Parlamentswahl 2018
| Kandidaten               | Kandidaten                 | Stimmen | %    | Listen                              | Stimmen | %    |
| ------------------------ | -------------------------- | ------- | ---- | ----------------------------------- | ------- | ---- |
|                          | Mariastella Gelminigewählt | 77.534  | 51,7 | Lega                                | 49.308  | 32,8 |
| Forza Italia             | Mariastella Gelminigewählt | 77.534  | 51,7 | 19.372                              | 12,9    |      |
| Fratelli d’Italia        | Mariastella Gelminigewählt | 77.534  | 51,7 | 7.315                               | 4,9     |      |
| Noi con l’Italia – UDC   | Mariastella Gelminigewählt | 77.534  | 51,7 | 1.539                               | 1,0     |      |
|                          | Luca Lorenzo Castigliego   | 31.958  | 21,3 | Movimento 5 Stelle                  | 31.958  | 21,3 |
|                          | Maria Chiara Soldini       | 30.743  | 20,5 | Partito Democratico                 | 26.538  | 17,7 |
| +Europa                  | Maria Chiara Soldini       | 30.743  | 20,5 | 3.205                               | 2,1     |      |
| Civica Popolare          | Maria Chiara Soldini       | 30.743  | 20,5 | 532                                 | 0,4     |      |
| Italia Europa Insieme    | Maria Chiara Soldini       | 30.743  | 20,5 | 468                                 | 0,3     |      |
|                          | Simone Zuin                | 3.520   | 2,3  | Liberi e Uguali                     | 3.520   | 2,3  |
|                          | Chiara Violini             | 1.993   | 1,3  | CasaPound Italia                    | 1.993   | 1,3  |
|                          | Sara Prandini              | 1.526   | 1,0  | Il Popolo della Famiglia            | 1.526   | 1,0  |
|                          | Annalista Baldrati         | 988     | 0,7  | Potere al Popolo!                   | 988     | 0,7  |
|                          | Martina Strano             | 945     | 0,6  | Italia agli Italiani (FT – FN)      | 945     | 0,6  |
|                          | Raffaella Toninelli        | 404     | 0,3  | Grande Nord                         | 404     | 0,3  |
|                          | Miryam Frison              | 287     | 0,2  | 10 Volte Meglio                     | 287     | 0,2  |
|                          | Mauro Tiboni               | 108     | 0,1  | Italia nel Cuore                    | 108     | 0,1  |
|                          | Suzanne Pirovano           | 104     | 0,1  | Partito Repubblicano Italiano – ALA | 104     | 0,1  |
| Gesamt                   | Gesamt                     | 150.110 | 100  |                                     | 150.110 | 100  |
|                          |                            |         |      |                                     |         |      |
| Ungültige Stimmen        | Ungültige Stimmen          | 4.378   | 2,8  |                                     |         |      |
| Wähler                   | Wähler                     | 154.488 | 78,3 |                                     |         |      |
| Wahlberechtigte          | Wahlberechtigte            | 197.281 |      |                                     |         |      |
|                          |                            |         |      |                                     |         |      |
| Quelle: Innenministerium |                            |         |      |                                     |         |      |

## Seit 2020

### Wahlkreisgebiet
| Wahlkreise – Camera dei deputati – Lombardei | Wahlkreise – Camera dei deputati – Lombardei | Wahlkreise – Camera dei deputati – Lombardei |
| Provinz                                      | Provinz                                      | Gemeinden nach Provinzen ⮞ Wahlkreis |
| -------------------------------------------- | -------------------------------------------- | --- |
|                                              | Metropolitanstadt Mailand (133 Gemeinden)    | ↳ Lombardei 1: Teil Mailands ⮞ Wahlkreis Mailand – Bande Nere Teil Mailands ⮞ Wahlkreis Mailand – Buenos Aires – Venezia Teil Mailands ⮞ Wahlkreis Mailand – Loreto 40 ⮞ Wahlkreis Rozzano 31 ⮞ Wahlkreis Legnano 33 ⮞ Wahlkreis Cologno Monzese 17 ⮞ Wahlkreis Sesto San Giovanni ↳ Lombardei 4: 11 ⮞ Wahlkreis Lodi |
|                                              | Provinz Bergamo (243 Gemeinden)              | ↳ Lombardei 2: 36 ⮞ Wahlkreis Lecco ↳ Lombardei 3: 117 ⮞ Wahlkreis Bergamo 90 ⮞ Wahlkreis Treviglio |
|                                              | Provinz Brescia (205 Gemeinden)              | ↳ Lombardei 3: 37 ⮞ Wahlkreis Brescia 46 ⮞ Wahlkreis Desenzano del Garda 112 ⮞ Wahlkreis Lumezzane ↳ Lombardei 4: 10 ⮞ Wahlkreis Cremona |
|                                              | Provinz Como (148 Gemeinden)                 | 66 ⮞ Wahlkreis Como 82 ⮞ Wahlkreis Sondrio |
|                                              | Provinz Cremona (113 Gemeinden)              | alle ⮞ Wahlkreis Cremona |
|                                              | Provinz Lecco (84 Gemeinden)                 | alle ⮞ Wahlkreis Lecco |
|                                              | Provinz Lodi (60 Gemeinden)                  | alle ⮞ Wahlkreis Lodi |
|                                              | Provinz Mantua (64 Gemeinden)                | alle ⮞ Wahlkreis Mantua |
|                                              | Provinz Monza und Brianza (55 Gemeinden)     | 30 ⮞ Wahlkreis Monza 25 ⮞ Wahlkreis Seregno |
|                                              | Provinz Pavia (186 Gemeinden)                | 157 ⮞ Wahlkreis Pavia 29 ⮞ Wahlkreis Lodi |
|                                              | Provinz Sondrio (77 Gemeinden)               | alle ⮞ Wahlkreis Sondrio |
|                                              | Provinz Varese (138 Gemeinden)               | 101 ⮞ Wahlkreis Varese 37 ⮞ Wahlkreis Busto Arsizio |

Der Wahlkreis umfasst 46 Gemeinden der Provinz Brescia.

### Wahlergebnisse

#### Parlamentswahl 2022
| Kandidaten                          | Kandidaten                  | Stimmen | %    | Listen                                                  | Stimmen | %    |
| ----------------------------------- | --------------------------- | ------- | ---- | ------------------------------------------------------- | ------- | ---- |
|                                     | Giangiacomo Calovinigewählt | 117.914 | 60,4 | Fratelli d’Italia                                       | 66.703  | 34,2 |
| Lega per Salvini Premier            | Giangiacomo Calovinigewählt | 117.914 | 60,4 | 32.360                                                  | 16,6    |      |
| Forza Italia                        | Giangiacomo Calovinigewählt | 117.914 | 60,4 | 17.283                                                  | 8,9     |      |
| Noi Moderati                        | Giangiacomo Calovinigewählt | 117.914 | 60,4 | 1.568                                                   | 0,8     |      |
|                                     | Donatella Albini            | 38.999  | 20,0 | Partito Democratico – Italia Democratica e Progressista | 28.254  | 14,5 |
| Alleanza Verdi e Sinistra           | Donatella Albini            | 38.999  | 20,0 | 5.220                                                   | 2,7     |      |
| +Europa                             | Donatella Albini            | 38.999  | 20,0 | 4.900                                                   | 2,5     |      |
| Impegno Civico – Centro Democratico | Donatella Albini            | 38.999  | 20,0 | 625                                                     | 0,3     |      |
|                                     | Monica Lippa                | 16.786  | 8,6  | Azione – Italia Viva                                    | 16.786  | 8,6  |
|                                     | Teresa Tamborino            | 12.441  | 6,4  | Movimento 5 Stelle                                      | 12.441  | 6,4  |
|                                     | Maria Fazio                 | 3.478   | 1,8  | Italexit per l’Italia                                   | 3.478   | 1,8  |
|                                     | Cristina Torli              | 1.795   | 0,9  | Unione Popolare                                         | 1.795   | 0,9  |
|                                     | Elena Di Benedetto          | 1.773   | 0,9  | Vita                                                    | 1.773   | 0,9  |
|                                     | Emiliano Ferrari            | 1.729   | 0,9  | Italia Sovrana e Popolare                               | 1.729   | 0,9  |
|                                     | Chiara Bezante              | 220     | 0,1  | Noi di Centro – Europeisti                              | 220     | 0,1  |
| Gesamt                              | Gesamt                      | 195.135 | 100  |                                                         | 195.135 | 100  |
|                                     |                             |         |      |                                                         |         |      |
| Ungültige Stimmen                   | Ungültige Stimmen           | 7.916   | 3,9  |                                                         |         |      |
| Wähler                              | Wähler                      | 203.051 | 72,7 |                                                         |         |      |
| Wahlberechtigte                     | Wahlberechtigte             | 279.154 |      |                                                         |         |      |
|                                     |                             |         |      |                                                         |         |      |
| Quelle: Innenministerium            |                             |         |      |                                                         |         |      |